# Leonoticias
Leonoticias es un periódico digital de la provincia de León, el primero de todos los medios de la capital que nació digital, manteniendo este formato tras años de edición y publicación. El medio digital nace con la intención de dar cobertura a la demanda de información por parte de los habitantes de una forma inmediata, diaria y veraz. 

## Historia y creación
El periódico Leonoticias nace el 7 de octubre de 2007 como un proyecto de un grupo de empresarios, algunos de ellos ya dedicados a la labor del periodismo. En un principio, la unión de la sociedad se crea bajo la denominación de COMUNIELCO S.L y como jefe de información se designa a Javier Calvo, proveniente de la Cronica de León, donde había desempañado como jefe de deportes durante muchos años. El proyecto es pionero, pues es el primer medio nativo digital de León capital.
Se conforma una pequeña redacción de 4 profesionales del periodismo, que se ocupan de actualizar día a día la información del medio. La ubicación de la misma se establece en un emblemático edificio de la provincia y la capital, el Teatro Emperador.  
El periódico estuvo funcionando con normalidad durante cinco años, hasta que una gran crisis en el 2012 le llevó a tener una fecha de cierre y el despido colectivo de todos los trabajadores. En ese momento la empresaria Yolanda Barrientos adquiere la propiedad de la cabecera y se incorpora al proyecto el 20 de octubre de 2012. Bajo el amparo de la empresa DESDE LEÓN AL MUNDO S.L asume la dirección y gerencia de Leonoticias. El objetivo de la incorporación es mantener la línea creciente el periódico y, con la formación y experiencia de la empresaria y editora de algunas otras publicaciones, lograr una evolución notable a corto o medio plazo.

## Grupo Vocento
El 5 de junio de 2014, el grupo de comunicación multimedia de España Vocento firma un acuerdo con Leonoticias, de modo que este pueda ampliar sus contenidos y aumentar la calidad de su información e inmediatez. 
Desde entonces, la unión de ambos profesionales de la comunicación ha sido imparable, y así se demostró en el décimo aniversario de Leonoticias.

## Actualidad
En la actualidad Leonoticias es el periódico líder en tráfico digital en toda la provincia de León, contando con una veintena de profesionales del sector en su redacción y habiéndose mudado a la C/García I, 11 en la esquina con República Argentina.
En julio de 2023 dejaron la empresa Yolanda Barrientos y Javier Calvo. Desde entonces, la periodista Inés Santos, dirigida desde El Norte de Castilla se encarga de la coordinación editorial de este medio local, que cuenta con una redacción de nueve personas, dos de ellas al frente de Elbierzonoticias.

## Elbierzonoticias
El diario digital Elbierzonoticias inició su andadura en Ponferrada (Avenida del Ferrocarril, na 23-25 – Módulo 6) en el año 2013 de la mano de Antonio Blanco en la gerencia y con Javier Santiago en la dirección, Vanessa Silván en redacción y Quinito en fotografía, al que se incorporaría también Carmen Ramos y Esther Jiménez posteriormente en el equipo de periodistas. Juanjo Ruescas hizo las veces de director comercial y de expansión. Ligado a leonoticias desde sus comienzos, y al que pasaría a integrarse en su desembarco en el grupo Vocento un año después con una nueva dirección, el periódico ha sido siempre una apuesta permanente por El Bierzo y sus gentes, viviendo la realidad del día a día en primera persona y convirtiéndose en un imprescindible a la hora de seguir la actualidad de la comarca.
Seis meses después de su nacimiento, el diario digital, que contaba ya con una ascendente línea de lectores, creció potenciando la sección de Deportes y Opinión y multiplicó su producción de noticias, su implicación con la comarca y todo con mayores medios y personal. También amplió el abanico de colaboradores en busca de mayor cercanía y pluralidad.
Elbierzonoticias remarcó su apuesta por la fotografía y la producción visual con una implicación aún más importante en el nuevo camino emprendido por el diario. También puso en marcha el desarrollo de nuevos productos asociados al diario lo que lo ha convertido a día de hoy en uno de los medios de comunicación punteros del Bierzo.